# Чемпіонат Франції з тенісу 1909
Чемпіонат Франції з тенісу 1903 — 13-й розіграш Відкритого чемпіонату Франції. Турнір проводився у Бордо. Макс Декюжі знову виграв у всіх трьох розрядах: в одиночному, у парі з Морісом Жермо та у міксті з Жанною Матте. У свою чергу Жанна Матте також виграла у всіх розрядах: в одиночному, у парі з Дейзі Сперанца та міксті.

## Дорослі

### Чоловіки, одиночний розряд
Макс Декюжі переміг у фіналі  Моріса Жермо 3–6, 2–6, 6–4, 6–4, 6–4

### Жінки, одиночний розряд
Жанна Матте перемогла у фіналі  Жаклін Ґаллай 10–8, 6–4

### Чоловіки, парний розряд
Макс Декюжі /  Моріс Жермо

### Жінки, парний розряд
Жанна Матте /  Дейзі Сперанца

### Змішаний парний розряд
Жанна Матте /  Макс Декюжі перемогли у фіналі пару  Флюш /  Жан Самазо 7-5, 7-5